# Еферентний нерв

Схема рефлекторної дуги

Ефере́нтний нерв, також ефе́кторний нерв — це група аксонів нервових клітин, які йдуть до м'язів, секреторних та інших клітин виконавчого органу, та утворюють з ними синаптичні контакти. Еферентні нервові волокна є проміжною ланкою рефлекторної дуги між нервовим центром та органом-ефектором. Ці нерви несуть нервові імпульси від центральної нервової системи до виконавчих елементів, таких як м'язи або залози. Цей термін може також використовуватися, щоб описувати відносні зв'язки між нервовими структурами.

## Рухові еференти
Моторні нерви — еферентні нерви, залучені в м'язевому контролі. Тіло клітини еферентного нейрона знаходиться в центральній нервовій системі, та має єдиний, довгий аксон і декілька коротких дендритів, які виходять безпосередньо із тіла клітини. Аксон моторного нейрону формує нейром'язевий синапс з м'язевими клітинами. Моторні нейрони розташовані в сірій речовині спинного мозку. Збудження рухового нерву призводить до скорочення м'язу.

## Процес взаємодії
В нормальних умовах з моменту надходження потенціалу дії в термінальну пресинаптичну ділянку рухового нерва та появи електричної реакції в постсинаптичній м'язовій мембрані проходить час, що дорівнює одній мілісекунді, але за цей час відбувається низка подій, які поєднують пре- та постсинаптичну мембрану через хімічну проміжну ланку.
Як тільки руховий нерв досягає м'язових волокон, які ним іннервуються, він розділяється на велику кількість тонких кінцевих гілочок, кожна з яких утворює зі спеціальною ділянкою м'язового волокна нервово-м'язовий синапс. Хімічним медіатором цього синапсу служить ацетилхолін, що виділяється з пресинаптичної мембрани нерва у відповідь на її деполяризацію потенціалом дії. Цьому виділенню нейромедіатора передує низка подій на мікроструктурному рівні.

## Види
До рухових черепних нервів відноситься
- лицьовий — іннервує м'язи обличчя (мімічні м'язи)
- окоруховий — що рухає очне яблуко
- під'язиковий — приводить у рух м'язи язика

Особливе місце серед черепних нервів займає блукаючий нерв в складі якого є рухові, чутливі і вегетативні нервові волокна. Рухові волокна іннервують м'язи глотки, гортані, забезпечують акт ковтання і роботу голосових в'язок.